# Hersiwil
Hersiwil est une localité et une ancienne commune suisse du canton de Soleure, située dans le district de Wasseramt.

## Histoire
Tout d'abord englobé dans la commune de Heinrichswil (avec le village homonyme), Hersiwil fait ensuite partie de la commune de Dreihofgemeinde avec Heinrichswil et Winistorf entre 1798 et 1854.
Hersiwil a fusionné le 1er janvier 2013 avec la commune de Heinrichswil-Winistorf pour former celle de Drei Höfe.